# Nissonite
La nissonite è un minerale.